# Bugula lophodendron
Bugula lophodendron är en mossdjursart som beskrevs av Ortmann 1890. Bugula lophodendron ingår i släktet Bugula och familjen Bugulidae. Inga underarter finns listade i Catalogue of Life.